# Stenotabanus cretatus
Stenotabanus cretatus är en tvåvingeart som beskrevs av David Fairchild 1961. Stenotabanus cretatus ingår i släktet Stenotabanus och familjen bromsar. Inga underarter finns listade i Catalogue of Life.